# 1902 au Canada
Pour un article plus général, voir Chronologie du Canada.
Cet article traite des événements qui se sont produits durant l'année 1902 au Canada.

## Événements

### Politique
- 21 mai : élection générale dans les Territoires du Nord-Ouest.
- 29 mai : élection générale en Ontario. Les libéraux menés par George William Ross remportent une seconde majorité.
- 31 mai : fin de la seconde guerre des Boers. Les troupes reviennent au pays.

- 9 août : couronnement de Édouard VII en tant que roi du Canada.

- 21 novembre : Edward Gawler Prior devient premier ministre de la Colombie-Britannique.

### Justice
- Henri-Elzéar Taschereau est nommé juge en chef à la cour suprême.

### Sport
- Mars : les AAA de Montréal remportent la Coupe Stanley contre les Victorias de Winnipeg.
- 1er juillet : premier rodéo organisé à Raymond, Alberta.

### Économie
- Constitution de la compagnie Alcan qui produit et transforme de l'aluminium.
- Fondation de la compagnie minière Inco.

### Science
- Reginald Fessenden établit le principe de la détection hétérodyne.

### Culture
- Fondation de l'orchestre symphonique de Québec par Joseph Vézina.

### Religion
- Délia Tétreault fonde une école qui deviendra les missionnaires de l'Immaculée-Conception.

## Naissances
- Olive Palmer, femme de John Diefenbaker.
- 22 janvier : Jean-Paul Beaulieu, politicien québécois.
- 24 mai : Sylvia Daoust, sculptrice.
- 15 juillet : Donald Grant Creighton, historien.
- 30 juillet : Alan Macnaughton, avocat et homme politique fédéral.
- 10 août : Norma Shearer, actrice.
- 21 septembre : Howie Morenz, joueur de hockey sur glace.
- 29 décembre : Nels Stewart, joueur de hockey sur glace.

## Décès
- 12 février : Frederick Temple Hamilton-Temple-Blackwood, gouverneur du Canada.
- 28 avril : Cyprien Tanguay, religieux et généalogiste.
- 3 juin : Vital-Justin Grandin, missionnaire français.